# Jens Keukeleire
Jens Keukeleire (* 23. November 1988 in Brügge) ist ein belgischer Radrennfahrer.

## Sportliche Laufbahn
Jens Keukeleire belegte im Straßenrennen der U23-Europameisterschaft den vierten Platz.
2010 erhielt Keukeleire seinen ersten Vertrag bei einem internationalen Radsportteam, der Mannschaft Cofidis und gewann mit den Eintagesrennen Le Samyn und Nokere-Koerse sowie einer Etappe und der Gesamtwertung der Driedaagse van West-Vlaanderen seine ersten internationalen Wettbewerbe. Im Jahr 2013 gewann er zwei Etappen der Burgos-Rundfahrt. 2016 gewann er jeweils eine Etappe der Tour de Slovénie sowie der Vuelta a España; zudem gewann er die Sprintwertung der Abu Dhabi Tour. Sowohl 2017 wie auch 2018 entschied er die Gesamtwertung der Belgien-Rundfahrt für sich. Nach einem Sturz, bei dem er sich einen Wadenbeinbruch zuzog, musste er die Tour de France 2018 nach der neunten Etappe aufgeben.

## Erfolge
2010
- Le Samyn
- Gesamtwertung und eine Etappe Driedaagse van West-Vlaanderen
- Nokere-Koerse

2011
- eine Etappe Österreich-Rundfahrt

2012
- Mannschaftszeitfahren Eneco Tour

2013
- zwei Etappen Burgos-Rundfahrt

2016
- Sprintwertung Abu Dhabi Tour
- eine Etappe Tour de Slovénie
- eine Etappe Vuelta a España

2017
- Gesamtwertung Belgien-Rundfahrt

2018
- Gesamtwertung Belgien-Rundfahrt

## Grand-Tour-Platzierungen
| Grand Tour            | 2012 | 2013 | 2014 | 2015 | 2016 | 2017 | 2018 | 2019 | 2020 | 2021 |
| --------------------- | ---- | ---- | ---- | ---- | ---- | ---- | ---- | ---- | ---- | ---- |
| Giro d’ItaliaGiro     | 127  | 73   | –    | –    | –    | –    | –    | –    | –    | 78   |
| Tour de FranceTour    | –    | –    | 67   | –    | –    | 59   | DNF  | 98   | 89   | –    |
| Vuelta a EspañaVuelta | –    | –    | –    | 93   | 65   | –    | –    | –    | –    | 50   |